# Basoche
Pour l’article ayant un titre homophone, voir Bazoches.
 (juin 2016).
Si vous disposez d'ouvrages ou d'articles de référence ou si vous connaissez des sites web de qualité traitant du thème abordé ici, merci de compléter l'article en donnant les références utiles à sa vérifiabilité et en les liant à la section « Notes et références ».

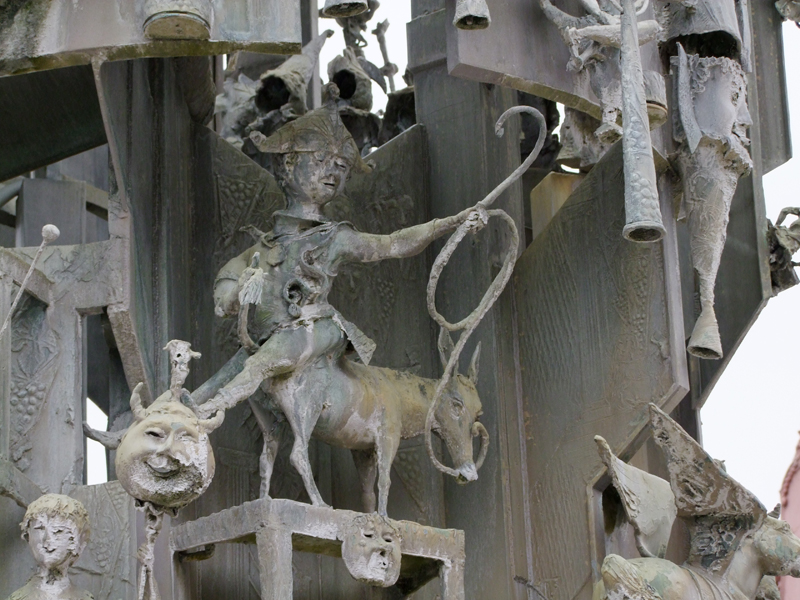
Le basoche sur la fontaine du carnaval à Mayence, allégorie de la justice.

La basoche était une corporation d'étudiants, de juristes comprenant notaires, huissiers, juges, avocats, procureurs et gens de justice et résidant au Palais royal de l'île de la Cité (actuel Palais de justice), sous l'Ancien Régime. Le terme de « basoche » vient du mot latin basilica, lui-même issu du grec ancien βασιλική basilikḗ ; les membres de la guilde étaient désignés sous le nom de clercs de la basoche ou basochiens.

## La basoche
Sous Louis IX (Saint Louis), la mise en forme d'une administration cohérente se fit jour en désirant mettre en place un Parlement de Justice dans toutes les villes importantes. C'est sous Philippe IV le Bel que cet état des choses vit le jour. En créant cette forme de justice, il donna aussi ses lettres patentes à une corporation d'étudiants juristes. La bazoche (ou la basoche) était née.
Plusieurs basoches se créèrent en réalité sur tout le territoire français, la plupart inféodées à la Basoche du Palais, mais certaines se revendiquaient comme indépendantes comme la bazoche du Châtelet. Elle s'étendit à tout parlement sur le territoire français, mais plus encore par contagion indirecte lorsque les étudiants partaient étudier à l'étranger comme il était courant.
Associés pour le plaisir, les basochiens élisaient un chef qui prenait le titre pompeux de roi de la basoche, avait une cour, des grands officiers, des armoiries (trois écritoires d'or sur un champ d'azur) ; ce roi faisait la revue de ses sujets tous les ans au Pré-aux-Clercs, et il leur rendait la justice deux fois par semaine. Les basochiens jouèrent longtemps des soties, des farces et des moralités : mais leur licence amena François Ier à proscrire ces représentations en 1540.
Henri III supprima le titre de Roi de la basoche et transmit au chancelier tous les droits et privilèges qui avaient été concédés à ce roi pour rire. La basoche poursuivit malgré tout ses activités sous d'autre appellations (abbé, empereurs… de la bazoche). Celle-ci vécut de manière prestigieuse jusqu'après la Révolution française. Sa longévité et la richesse de ses fastes donnèrent l'exemple aux autres corporations étudiantes. C'est ainsi que nous retrouvons de nombreux rites provenant de la logique bazochienne de nos jours encore. Parmi ceux-ci, les cortèges de Saint-Nicolas des étudiants, Saint-Verhaegen…
Lorsqu'ils étaient mobiles, les étudiants errants étaient rémunérés en assurant le transport du courrier, de colis, en se faisant gardes du corps d'autres voyageurs, en vendant leur capacité à rédiger, en pratiquant des soties. Ils se rendaient dans toutes les universités européennes afin de se perfectionner dans l'une ou l'autre matière. Ainsi, le modèle bazochien put s'étendre bien au-delà des frontières de France.

## 1793
C'est l'année où la basoche déposa ses prérogatives aux pieds du tombeau de Philippe IV, à Notre-Dame de Paris,.
Les juristes regrettèrent très rapidement la grande Bazoche comme en témoignent le nombre d'associations s'en identifiant encore, la quantité de bâtiments portant encore son nom, et l'opéra tardif qui lui fut consacré. La carrière de monsieur Henri Dewandre témoigne également de cette survivance.
Mais dans un même temps, il est notable de voir évoquer le mot basoche comme synonyme de coterie.

## Royaume de Basoche
Dans la ville de Poitiers, des étudiants se sont regroupés à nouveau sous le terme de Royaume de la Basoche.
Dans les années 70, les étudiants poitevins de la Basoche, tentent d'inviter leur roi à des cérémonies de têtes couronnées. En 1977, Didier Piganeau, dit Didier Ier de Basoche est ainsi invité au sacre de Bokassa Ier en tant que roi de Basoche.